# 津久井彩文
津久井 彩文（つくい あやみ、4月4日 - ）は、日本の女性声優。神奈川県出身。エイチエスプロモーション所属。
声優連盟うたうたいのメンバー。

## 来歴
高校生の時に初めて声優という仕事を知る。友人が熱中していた作品に一緒に熱中し、そこから歌やアニメでマルチに活躍している声優業に憧れを持ち、目指す 。
アミューズメントメディア総合学院東京校卒業 。
2013年、『ピクレレ』のあいん役が初のアニメ出演作。
2014年、スペルバウンドに正規所属。
2015年、スペルバウンド所属タレントとオーディション出身者による声優アイドルユニット、声優連盟うたうたいが結成され、メンバー入り 。
2020年5月1日、スペルバウンドの業務移管により、エイチエスプロモーションに移籍。

## 人物
趣味は、イラスト。特技は、ピアノ。
その他、趣味として、HPを作成して好きなデザインを組むことも挙げている。
目標とする声優は、声優を目指したきっかけである沢城みゆき。

### エピソード
長女の為、アニメを見ていると両親に「勉強しなさい」と教育され、アニメを見る機会が少なかった。しかし、スタジオジブリ作品は置いてあり、幼い頃から見ていて印象に残っているという。

## 出演
太字はメインキャラクター。

### テレビアニメ
2013年
- ピクレレ（あいん）

2014年
- にゃんぴくにゃるま（あか）
- 猫のダヤン（アネモネ王女）

2015年
- 猫のダヤン 日本へ行く（アネモネ王女）
- バリィさんの諸国漫遊記（ナレーション）

2016年
- タマ&フレンズ ～うちのタマ知りませんか?～（タマ）
- ちょびっとづかん（シボリオオチチ）

2017年
- ぶっぷな毎日（ケンタ）
- アナグライフ（ヨン子）

2021年
- テスラノート（少年ピノ）

2024年
- ハズレ枠の【状態異常スキル】で最強になった俺がすべてを蹂躙するまで（幼い灯河、ピギ丸）

2025年
- サラリーマンが異世界に行ったら四天王になった話（ネイア）

### ゲーム
2013年
- アイコレ〜with you〜 (清澄みかん)

2014年
- しんぐんデストロ〜イ!（山本里紗）

2017年
- 黒騎士と白の魔王（サンダルフォン）
- ホップステップジャンパーズ（ジェリコ）
- デスティニーチャイルド（ポモナ）

### ドラマCD
- あやがみっくすvol.1（2014年、レエ[14]）
- あやがみっくすvol.2（2015年、レエ[14]）
- あやがみっくすvol.3（2015年、レエ[14]）

### 舞台
- 藤川流舞踏会（2010 - 2014）[15]

### その他
- MUSIC LUANCHER （ボンボリン[16]）
- CM エネファームパートナーズ

『イマノワタシニデキルコト…』（ヨウ）

## ディスコグラフィー

### CD
| 発売日  | タイトル                                 | 名義                   | 楽曲              | タイアップ                                     |
| 2015年  | 2015年                                   | 2015年                 | 2015年            | 2015年                                         |
| ------- | ---------------------------------------- | ---------------------- | ----------------- | ---------------------------------------------- |
| 6月24日 | しんぐんデストロ〜イ キャラクターソング2 | 山本里紗（津久井彩文） | 革命のメロディー♪ | ゲーム しんぐんデストロ〜イ!キャラクターソング |

### その他
| 楽曲                             | 名義               | タイアップ           |
| -------------------------------- | ------------------ | -------------------- |
| にゃんぷくにゃるまのうた         | 津久井彩文         | にゃんぷくにゃるまOP |
| WAKE☆UP!〜おはようのココロエ〜   | 声優連盟うたうたい |                      |
| FIGHT☆〜マネージャーのココロエ〜 | 声優連盟うたうたい |                      |
| ミラクル☆ヴォイス                | 声優連盟うたうたい |                      |
| はじめまして。声連たいです。     | 声優連盟うたうたい |                      |

## メディア

### TV
- CYBER CIRCUS TV
- キャラ＠女子会

### ラジオ

#### MC
- 声連たいラジオ〜生放送のココロエ〜
- ラジドラ☆パラダイス（2022年10月 - 、ラジオ関西）

#### ゲスト
- あやがみっくすラジオ